# 아다스트리아
주식회사 아다스트리아(일본어: 株式会社アダストリア, 영어: Adastria INC.)는 INC.)는 도쿄도 지요다구 마루노우치에 본사를 둔 캐주얼 의류 및 잡화를 중심으로 SPA 브랜드를 제조, 판매하는 일본의 회사이다.
2013년에 지주회사제로 이행하고 종전의 주식회사 포인트는 주식회사 아다스트리아 홀딩스로 상호를 변경했다. 또한, 새로 설립 된 주식회사 포인트가 사업을 물려 받았다.

## 연혁
- 1953년 10월 22일 - 이바라키현 미토시에 회사 후쿠타야 양복점을 설립.
- 1993년 3월 - 상호를 주식회사 포인트로 변경.
- 1995년 5월 - 본사를 도쿄도 스미다구에 이전. 본점은 미토시에 남아 있다.
- 2000년 12월 12일 - 주식을 매장 등록 (현 자스닥).
- 2002년 12월 - 도쿄 증권 거래소 시장 두 번째 부분에 전업.
- 2004년 2월 - 도쿄 증권 거래소 시장 제 일부 지정.
- 2004년 11월 - 본사를 주오구에 이전.
- 2010년 3월말 - T 포인트 서비스를 시작했다.(2011년 3월 31일에 취급 종료)
- 2011년 3월 31일 - 배우 미즈시마 히로를 편집장으로, VOGUE 재팬 및 GQ 재팬에 종사 한 사이토 카즈히로를 편집 고문으로 맞아 GLOBAL WORK 브랜드를 그대로 사용한 "라이프 스타일 잡지"를 창간. 발행 빈도는 연 2회.
- 2012년 11월 - (주) 트리니티 (이후 주식회사 바빌론)를 자회사 화하였다. 본사를 치요다 구에 이전.
- 2013년 4월 - 지주 회사제 전환을 위한 접시 회사 인 (신) 주식회사 지점을 설립.
- 2013년 6월 - 주식회사 NATURAL NINE HOLDINGS (이후 회사 NATURAL NINE)를 주식 교환 을 통해 완전 자회사 화했다.
- 2013년 9월 - 지주 회사제로 이행. (구) 주식회사 포인트가 주식회사 아다스트리아 홀딩스로 상호 변경.(새로운) 주식회사 포인트 그룹 경영 이외의 사업을 계승했다.

## 현재 브랜드
- LOWRYS FARM (로리즈 팜)
- GLOBAL WORK (글로벌 워크)
- JEANASiS (지나 시스)
- LEPSIM LOWRYS FARM (렙심 로리즈 팜)
- Heather (헤더)
- apart by lowrys (아파트 바이 로리즈)
- RAGEBLUE (레이지 블루)
- HARE (하레)
- repipi armario (레피피 아르마리오)
- JEWELIUM (쥬얼리움)
- BLISS POINT (블리스 포인트)
- turno jeana (투르노 지나)
- mikoa LOWRYS FARM (미코아 로리 즈 팜)
- Mallika Flicka (말리카 플리커)
- me % (미 퍼센트)

## 과거 브랜드
- UNDERCURRENT (언더큐렌트)
- TRANS CONTINENTS (트랜스 콘 티넨트)
- NASHDULEK (내쉬듀렉)
- inmercanto (인메르칸토)